# Гыданская гряда
Гыда́нская гряда — горная гряда на территории Ямало-Ненецкого автономного округа и Красноярского края.

## География
Расположена на Гыданском полуострове, пересекает его с юго-запада на северо-восток, простирается от Тазовской губы и Юрибейской возвышенности до Енисейского залива. На севере омывается Гыданской губой. На юго-западе от гряды отходит Нижнеенисейская возвышенность.
В состав гряды входит хребет Оленьи Рога и другие. На склонах расположено множество мелких рек и озёр.
Наивысшая точка — безымянная гора в восточной части высотой 150 метров.